# Imagine (singel Johna Lennona)
Imagine – ballada rockowa napisana i nagrana przez Johna Lennona, umieszczona na albumie o tym samym tytule. Singiel wydany został w 1971.
Piosenka została napisana w marcu 1971 podczas wojny w Wietnamie. Lennon opisał piosenkę jako kampanię reklamową pokoju. Piosenka stała się hymnem protestacyjnym przeciwko wojnie i trwałym symbolem nadziei.
Utopijna piosenka napisana przez Lennona jest antyreligijna, antynacjonalistyczna, niekonwencjonalna i antykapitalistyczna. Do napisania piosenki zainspirował Lennona dwuwiersz Yoko Ono z jej książki pt. „Grapefruit”: Imagine the clouds dripping, dig a hole in your garden to put them in (pol. Wyobraź sobie, jak kapią chmury, wykop w ogródku dziurę, aby je tam wsadzić).
Piosenka stała się hymnem pacyfistów.
W 2004 utwór został sklasyfikowany na trzecim miejscu listy 500 utworów wszech czasów czasopisma „Rolling Stone”.
Cytat z piosenki – „Nad nami tylko niebo” – stał się mottem portu lotniczego Liverpool-John Lennon.
Do tekstu piosenki nawiązuje powstały w 2007 pomnik Imagine Peace Tower na islandzkiej wyspie Viðey w pobliżu Reykjavíku, zaprojektowany przez Yoko Ono.

## Przesłanie utworu
John Lennon nie był klasycznym hippisem w sensie ścisłego przynależenia do ruchu hippisowskiego, ale jego działalność artystyczna, polityczna i społeczna w latach 60. i 70. XX wieku miała wiele wspólnego z ideałami tego ruchu. Można go uznać za ikonę kultury ruchu hippisowskiego. Lennon podzielał wiele wartości ruchu hippisowskiego, takich jak pokój, miłość, antymilitaryzm i sprzeciw wobec establishmentu, a jego piosenki i publiczne działania często odzwierciedlały te idee. Wraz z Yoko Ono angażował się w liczne protesty przeciwko wojnie w Wietnamie i inne działania pokojowe. Organizowali akcje, takie jak Bed-In for Peace, które były charakterystyczne dla kontrkultury lat 60. i 70. „Imagine” jest utworem, który wpisuje się w wartości ruchu hippisowskiego. Piosenka wyraża pragnienie świata pełnego pokoju, jedności i braku podziałów, co było centralnym punktem ideologii hippisów. „Imagine” stał się hymnem dla wielu ludzi pragnących zmiany społecznej i politycznej, podobnie jak wiele innych utworów związanych z ruchem hippisowskim. Piosenka była i jest często grana na wydarzeniach promujących pokój i jedność.
Kilka wierszy z książki Yoko Ono Grapefruit z 1964 zainspirowało Lennona do napisania tekstu do „Imagine” – w szczególności jeden (który wytwórnia Capitol Records zamieściła na tylnej okładce oryginalnej płyty LP Imagine) zatytułowany „Cloud Piece”, brzmiący: Wyobraź sobie, że chmury kapią, wykop dziurę w swoim ogrodzie, aby je tam umieścić. Lennon później powiedział, że kompozycja powinna być przypisana jako piosenka Lennon/Ono. Wiele z niej – tekst i koncept – pochodziło od Yoko, ale artysta „w tamtych czasach był trochę bardziej egoistyczny, trochę bardziej macho, i w pewien sposób pominął jej wkład, ale pochodziło to prosto z książki »Grapefruit«. Zapytany o znaczenie piosenki podczas wywiadu w grudniu 1980 z Davidem Sheffem dla magazynu „Playboy”, Lennon powiedział, że Dick Gregory podarował Ono i jemu chrześcijański modlitewnik, który zainspirował go do stworzenia konceptu „Imagine”.

Koncept pozytywnej modlitwy... Jeśli możesz sobie wyobrazić świat w pokoju, bez podziałów religijnych – nie bez religii, ale bez tego, że mój-Bóg-jest-większy-niż-twój-Bóg – wtedy to może być prawdziwe... World Church zadzwonił do mnie kiedyś i zapytał: Czy możemy użyć tekstu „Imagine” i po prostu zmienić go na „Wyobraź sobie jedną religię”? To pokazało [mi], że zupełnie tego nie zrozumieli. To zniweczyłoby cały cel piosenki, całą ideę.

Pod wpływem zarówno „Cloud Piece”, jak i modlitewnika podarowanego mu przez Gregory’ego, Lennon napisał coś, co autor John Blaney opisał jako humanistyczny pean dla ludzi. David Fricke z Rolling Stone skomentował: [Lennon] nawołuje do jedności i równości opartej na całkowitej eliminacji współczesnego porządku społecznego: granic geopolitycznych, zorganizowanej religii, [i] klas ekonomicznych.
Lennon stwierdził: „Imagine”, które mówi: Wyobraź sobie, że nie ma już religii, nie ma kraju, nie ma polityki, to w zasadzie Manifest komunistyczny, chociaż nie jestem szczególnie komunistą i nie należę do żadnego ruchu.
Wydany przez Apple Records w Stanach Zjednoczonych w październiku 1971 roku „Imagine” stał się najlepiej sprzedającym się singlem w solowej karierze Lennona. Zadebiutował na trzecim miejscu listy Billboard Hot 100 i osiągnął numer jeden w Kanadzie na krajowej liście przebojów singli RPM, pozostając tam przez dwa tygodnie. Po wydaniu tekst piosenki zdenerwował niektóre grupy religijne, zwłaszcza wers: Imagine there's no heaven (Wyobraź sobie, że nie ma nieba). Zapytany o piosenkę podczas jednego z ostatnich wywiadów Lennon powiedział, że uważa ją za równie mocną kompozycję, jak każda inna, którą napisał z Beatlesami. Opisał znaczenie piosenki i wyjaśnił jej komercyjny urok: antyreligijny, antynacjonalistyczny, antykonwencjonalny, antykapitalistyczny, ale ponieważ jest pokryty lukrem, jest akceptowany… Teraz rozumiem, co musisz zrobić. przesłanie polityczne z odrobiną miodu. W liście otwartym do Paula McCartneya opublikowanym w Melody Maker Lennon powiedział, że „Imagine” to „Working Class Hero” z lukrem dla konserwatystów takich jak Ty. 30 listopada 1971 roku płyta Imagine LP osiągnęła pierwsze miejsce na brytyjskiej liście przebojów. Stała się najbardziej udanym komercyjnie i docenionym przez krytyków albumem w solowej karierze Lennona.

## Uznanie i krytyka
Rolling Stone opisał „Imagine” jako największy muzyczny dar Lennona dla świata, chwaląc spokojną melodię; delikatną progresję akordów; oraz to zachęcające, czteronotowe [pianowe] wprowadzenie. Robert Christgau nazwał to zarówno hymnem dla Movement, jak i piosenką miłosną dla jego żony, celebrującą jednocześnie Yokoizm i Markuzizm. Record World stwierdził, że była to być może [najpiękniejsza] kompozycja Lennona do tej pory.
Zawarte w wielu rankingach piosenek, w 1999 BMI uznało „Imagine” za jedną ze 100 najczęściej wykonywanych piosenek XX wieku. W tym samym roku utwór otrzymał Grammy Hall of Fame Award oraz został wprowadzony do Rock and Roll Hall of Fame jako jedna z 500 piosenek, które ukształtowały rock and roll. Piosenka zajęła 23. miejsce na liście najlepiej sprzedających się singli wszech czasów w Wielkiej Brytanii w 2000. W 2002 brytyjskie badanie przeprowadzone przez Guinness World Records British Hit Singles Book uznało „Imagine” za drugi najlepszy singiel wszech czasów, zaraz za „Bohemian Rhapsody” zespołu Queen. Gold Radio umieściło piosenkę na trzecim miejscu na swojej liście „Gold's greatest 1000 hits”. Rolling Stone umieścił „Imagine” na trzecim miejscu na swojej liście „500 największych piosenek wszech czasów”.
1 stycznia 2005 Canadian Broadcasting Corporation nazwała „Imagine” najlepszą piosenką ostatnich 100 lat, wybraną przez słuchaczy w programie 50 Tracks. Piosenka zajęła 30. miejsce na liście 365 Songs of the Century Recording Industry Association of America, które mają największe znaczenie historyczne. W przeprowadzonym w grudniu 2005 przez Virgin Radio badaniu ulubionych piosenek w Wielkiej Brytanii „Imagine” zajęło pierwsze miejsce w głosowaniu słuchaczy. 12 września 2006 „Imagine” została okrzyknięta najlepszą piosenką wszech czasów w australijskim programie 20 to One w Nine Network. 11 lipca 2009 słuchacze wybrali ją na 11. miejsce w rankingu Triple J Hottest 100 Of All Time.